# James Michael Harvey
James Michael kardinál Harvey (20. října 1949 Milwaukee) je americký římskokatolický kněz, arcibiskup, bývalý prefekt Prefektury papežského domu, kardinál.

## Život
Narodil se 20. října 1949 v Milwaukee. Své studia začal v Přípravném semináři De Sales v Milwaukee. Po ukončení středoškolského studia vstoupil do Semináře Svatého Františka v jeho rodném městě. Arcibiskup William Edward Cousins ho poslal aby své znalosti rozšířil v Římě na Papežské Gregoriánské univerzitě kde získal doktorát z kanonického práva. Také studoval diplomacii na Papežské církevní akademii. Na kněze byl vysvěcen dne 29. června 1975 papežem Pavlem VI. Dne 25. března 1980 vstoupil do diplomatických služeb Svatého stolce. Působil v apoštolské nunciatuře Dominikánské republice (1980-1981), na stejném místě se stal sekretářem (1981-1982) a od roku 1992 působil v státním sekretariátu (Vatikán). Dne 22. července 1997 ho papež Jan Pavel II. jmenoval asesorem Státního sekretariátu. Tuto funkci vykonával až do 7. února 1998 kdy se stal prefektem Prefektury Papežského domu a titulárním biskupem Memphisu. Biskupské svěcení přijal 19. března téhož roku z rukou Jana Pavla II. a jako spolusvětitelé byly Angelo Sodano, Franciszek Macharski. Poté byl povýšen na titulárního arcibiskupa stejné diecéze. V úřadu prefekta ho vystřídal Georg Gänswein a byl ustanoven 23. listopadu 2012 jako Arcikněz Baziliky svatého Pavla za hradbami. O den později byl jmenován kardinálem a náleží mu titul kardinál-jáhen z S. Pio V a Villa Carpegna.